# Атюловский
Атюловский (мар. Пекеттӧрем) — деревня (выселок) в Горномарийском районе Марий Эл Российской Федерации. Входит в состав Пайгусовского сельского поселения.
Численность населения — 8 чел. (2014 год).

## География
Располагается в 10 км от административного центра сельского поселения — села Пайгусово.

## История
Марийское название выселка происходит от слов «пекет» — пикет, сторожка и «тдрем» — ровное место (сторожка на ровном месте). Выселок образовался в 1923 году в результате переселения нескольких крестьянских семей из деревни Атюлово.

## Население
| 2002 | 2010 | 2014 |
| ---- | ---- | ---- |
| 17   | ↘9   | ↘8   |